# 斯塔里奇
49°58′38″N 23°33′24″E / 49.97722°N 23.55667°E
斯塔里奇（烏克蘭語：Старичі），是烏克蘭的村落，位於該國西部利沃夫州，由亞沃里夫區負責管轄，面積1.06平方公里，海拔高度273米，2024年人口3,300，人口密度每平方公里3,248.11人。